# Stixis
Stixis är ett släkte av skalbaggar. Stixis ingår i familjen långhorningar.
Kladogram enligt Catalogue of Life:
| Stixis | \| \| Stixis grossepunctata \| \| \| \| \| \| Stixis itzingeri \| \| \| \| \| \| Stixis punctata \| \| \| \| |
|        | \| \| Stixis grossepunctata \| \| \| \| \| \| Stixis itzingeri \| \| \| \| \| \| Stixis punctata \| \| \| \| |
|        | Stixis grossepunctata                                                                                        |
|        | |
|        | Stixis itzingeri                                                                                             |
|        | |
|        | Stixis punctata                                                                                              |
|        | |